# W・A・グロータース
ウィレム・A・グロータース（オランダ語: Willem A. Grootaers、1911年5月26日 - 1999年8月9日）は、ベルギー生まれのカトリック教会の司祭で、方言学者。中国と日本で方言研究を行い、とくに日本の言語地理学の発展に寄与した。中国名は「賀登崧」(Hè Dēngsōng)。エッセイでも知られる。
淳心会の司祭であったため、「グロータース神父」の名で呼ばれることが多い。日本でのペンネームとして「愚老足」の字も用いた。「年は足りるがまだ愚かである」という意味だという。

## 生涯
1911年、ベルギー南部のナミュール（フランス語圏）で、6人兄弟の長男として生まれた。父のリュドヴィク（Ludovic Grootaers）はオランダ語を母語とする言語学者で、オランダ語・フランス語辞典の出版で知られる。母はフランス語を母語とし、家庭ではフランス語を使用していたが、リュドヴィクは息子を二言語話者にするために北部のルーヴェンに転勤したので、7歳以降はオランダ語のみを使用する学校に通った。海外伝道を志して、1930年にイエズス会に入会するが、1932年に淳心会に移り、1938年に司祭に叙階された。
言語地理学の研究としては「オランダ方言におけるスグリの語彙体系の分布」を1939年に作成している。
ミュリー神父に中国語を学び、1939年に日本の傀儡政権支配下の北京に渡って中国語会話を学んだほか、周殿福（劉復の弟子）に中国語の方言学について学んだ。1941年から大同でカトリック系の小学校の校長をしつつ、村々をまわって方言や民俗を調査していたが、1943年に日本の憲兵に逮捕され、山東の収容所に入れられたのち、終戦まで北京に軟禁された。このときにピエール・テイヤール・ド・シャルダンに出会っている。
戦後は輔仁大学の教授をしつつフィールドワークを行ったが、国共内戦が激しくなるとベルギー本部の命令で1949年に帰国した。その間に中華人民共和国が成立して再入国できなくなったため、1950年に日本に渡った。姫路の日本語学校で半年間日本語を学んだ後、はじめ兵庫県豊岡市の豊岡教会に赴任、のち東京に松原教会ができると1955年にそちらに移った。
東京では国立国語研究所の研究員となり、また東京都立大学や上智大学大学院などの講師として言語地理学を教えた。
1981年にルーヴェン大学より名誉博士号を与えられた。1999年に東京で没した。2002年に松原教会の府中共同墓地ができると、その埋葬第一号として改葬された。

## 受賞・栄典
- 1984年：勲三等瑞宝章を受章。

## 研究内容・業績

### 中国での言語・民俗研究
中国では1941年から1943年にかけて言語調査を、戦後の1947年と1948年に方言と民俗の調査を行った。このときの研究はいくつかの論文にまとめられているが、1990年代にあいついで日本語訳がまとめられた。
- 寺出道雄 訳『中国の地方都市における信仰の実態 : 宣化市の宗教建造物全調査』五月書房、1993年。ISBN 9784772701853。
- 岩田礼、橋爪正子 訳『中国の方言地理学のために』好文出版、1994年。ISBN 9784872200133。

『汉语方言地理学』の題で、中国語にも翻訳された。
日本に住むようになってからも、藤枝晃・小川環樹ら日本の中国学者と親密な関係を保ち、『中国語学事典』（中国語学研究会編、江南書院1957）では小川とともに「中国語の方言」(pp.64-73)、「ヨーロッパの中国語研究」(pp.312-319)の項を執筆している。

### 日本での言語研究
- グロータースは国立国語研究所による『日本言語地図』作成に準備段階から参加し、また柴田武・徳川宗賢（のちに馬瀬良雄も）とともに糸魚川地域での方言調査を行った（1957・1959・1961）。自ら方言調査を行うかたわら、多くの大学で言語地理学の講義を行い、戦後日本の方言研究に言語地理学の手法をもたらした。柴田武は『言語地理学の方法』（筑摩書房1969）の「はしがき」で「もしグロータース神父という先達者があらわれなかったら、わたしは言語地理学を始めなかっただろうし」とまで言っている。
- 専著として『日本の方言地理学のために』（平凡社1976）がある。『方言地理学の課題』（明治書院2002）は、グロータース追悼記念論文集で、グロータースの年譜と著作目録を含む。
- 柴田武とともにヨーロッパの言語地理学の著作を翻訳している。エウジェニオ・コセリウ『言語地理学入門』（柴田武と共訳、三修社1981）は単著として出版された。
- 言語学者としては一貫して人間中心主義の立場をとり、ブルームフィールドらのアメリカ構造主義言語学については自然科学的で根本原理が偏向しているとして批判した[6]。チョムスキーについては自然科学から哲学に原理を据え直すものとしてこれを歓迎したが、のちに機械的分析に陥ったとして批判した[7]。

### ヨーロッパ思想の紹介者として
グロータースは北京で1944年にピエール・テイヤール・ド・シャルダンに会った。学問が宗教の上にどのような意味を持つか悩んでいたグロータースはテイヤールによって大きな影響を受けたという。
- クロード・キュエノ『テイヤールの生涯』を翻訳している（美田稔と共訳、みすず書房1974、1975）。
- ジョゼフ・バジールの著書も翻訳している。『ヨーロッパの切札―80年をめざす経営思想』（美田稔と共訳、三省堂1970）、『ビジネスマンから教養人へ―90年代の管理者像』（美田稔と共訳、東急エージェンシー出版事業部1987）がある。
- レイモン・アロン共著『対談 知識人たちの阿片－サルトル・カミュ・メルロー＝ポンティ』（廣島敏史訳、駿河台出版、1986）。ISBN 978-4-411-01665-2

## エッセイストとして
- 『わたしは日本人になりたい』（柴田武訳、筑摩書房1964）は、自身の日本での体験を描いたエッセイで、好評を博して何度も改訂・再出版された。『それでもやっぱり日本人になりたい』（五月書房1999）は自伝的な内容で、前半はベルギーや中国での生活が詳しく語られている。
- 『誤訳 ほんやく文化論』（柴田武訳、三省堂1967）はより言語学寄りのエッセイで、主に英語からの有名な邦訳書の誤りを指摘し、日本の言語教育が文献学にかたよっていて生きた言語の学問がないことをその原因のひとつとする。
- エッセイ集としては他に『ロボットはいやだ』（美田稔訳、女子パウロ会1972）、『にっぽん文化考』（ダイヤモンド社1976）などがある。